# 乔治·艾略特
瑪麗·安·艾凡斯（1819年11月22日—1880年12月22日），筆名喬治·艾略特（英語：George Eliot），是一位英國小説家。她的作品包括《佛羅斯河畔上的磨坊》（1860年）和《米德尔马契》（1871年－1872年）等。

## 作品
- Amos Barton　艾摩斯・巴頓
- Adam Bede　亞當・柏德
- The Mill on the Floss　佛羅斯河畔上的磨坊
- Silas Marner　織工馬南傳
- Middlemarch　米德尔马契
- Daniel Deronda 丹尼爾・德隆達
- Scenes of Clerical Life教区生活场景 1858
- 《掀开面纱》，1859年